# Popis hrvatskih veleposlanika u Bahreinu
Republika Hrvatska i Kraljevina Bahrein održavaju diplomatske odnose od 18. siječnja 1993. Sjedište veleposlanstva je u Kairu.

## Veleposlanici
Hrvatska nema rezidentno veleposlanstvo u Bahreinu. Veleposlanstvo Republike Hrvatske u Arapskoj Republici Egipat pokriva Bahrein, Džibuti, Eritreja, Etiopiju, Irak, Jemen, Jordan, Libanon, Saudijsku Arabiju, Siriju, Sudan i UAE.
| Veleposlanik   | Postavljenje       | Opoziv              | Sjedište |
| -------------- | ------------------ | ------------------- | -------- |
| Drago Štambuk  | 11. svibnja 1999.  | 31. listopada 2000. | Kairo    |
| Ivica Tomić    | 25. travnja 2002.  | 14. studenoga 2005. | Kairo    |
| Dražen Margeta | 16. ožujka 2006.   | 31. prosinca 2010.  | Kairo    |
| Darko Javorski | 16. siječnja 2012. | 30. lipnja 2017.    | Kairo    |

## Vanjske poveznice
- Bahrein na stranici MVEP-a